# Славянка (Хабарский район)
Славянка — упразднённое село в Хабарском районе Алтайского края России. Располагалось на территории современного Мартовского сельсовета. Снято с учёта в 1981 году.

## География
Располагался в 6 км к югу от села Мартовка.

## История
Основано в 1908 году. В 1928 году посёлок Славянка состоял из 60 хозяйств. Центр Славянского сельсовета Знаменского района Славгородского округа Сибирского края.

## Население
В 1926 году в посёлке проживало 362 человека (187 мужчин и 175 женщин), основное население — украинцы.